# Валя-Бістрей
Валя-Бістрей (рум. Valea Bistrei) — село у повіті Караш-Северін в Румунії. Входить до складу комуни Зевой.
Село розташоване на відстані 312 км на північний захід від Бухареста, 48 км на північний схід від Решиці, 96 км на схід від Тімішоари.

## Населення
За даними перепису населення 2002 року у селі проживали 412 осіб, з них 411 осіб (99,8%) румунів. Усі жителі села рідною мовою назвали румунську.